# Eviota inutilis
Eviota inutilis är en fiskart som beskrevs av Whitley, 1943. Eviota inutilis ingår i släktet Eviota och familjen smörbultsfiskar. Inga underarter finns listade i Catalogue of Life.